# عبدالبصیر انور
عبدالبصیر انور (زاده: ۱۳۳۱ خورشیدی از ولایت پروان) سیاستمدار افغانستانی و وزیر کنونی عدلیه افغانستان است. وی در دوره حکومت وحدت ملی به ریاست جمهوری محمد اشرف غنی در سال ۲۰۱۵ رای اعتماد را از پارلمان توانست کسب کند.

## زندگی‌نامه
عبدالبصیر انور زاده ۱۳۳۱ از ولایت پروان افغانستان هست. وی دوران مدرسه خود را در لیسه/دبیرستان عالی نادریه در کابل به اتمام رسانید. وی سه مدرک ماستری/کارشناسی ارشد در رشته‌های طب از دانشگاه کابل (۱۹۷۸)، علوم سیاسی از آکادمی اسلامی دانش و تکنولوژی از پیشاور (۱۹۹۰) و علوم اسلامی از شهادة العالمیه فی علوم الاسلامیه و العربیه ملتان (۱۹۹۸) دارد.

### دیگر فعالیت‌ها
- فعالیت در سمت استاد در دانشگاه‌های مختلف.
- فعالیت در حزب اسلامی و دولت موقت مجاهدین در بخش‌های صحت عامه.
- عضویت در شوراهای رهبری اتحاد اسلامی مجاهدین افغانستان.
- عضو کمیسیون‌های تدوین قانون اساسی وانتخابات دولت موقت مجاهدین ۱۹۸۶ - ۱۹۹۰.
- نماینده دولت موقت مجاهدین در OIC باندونگ اندونزی.
- عضو کمیسیون‌های تسوید و تصویب دولت اسلامی افغانستان ۱۹۹۳.
- مشاور صدراعظم و دولت اسلامی افغانستان و عضو شورای عالی دولت ۱۹۹۲ - ۱۹۹۵.
- معین و سرپرست وزارت صحت عامه ۱۹۹۶.
- مشاور رئیس‌جمهور در امور اجتماعی ۲۰۱۲ - ۲۰۱۵.